# 張松 (嘉靖進士)
張松（1514年—？），字汝喬，别号前溪，河南河南府洛陽縣人，匠籍，明朝政治人物。官至宣大总督。

## 生平
治易经，行一，嘉靖十六年（1537年）丁酉科河南鄉試第五十六名舉人。嘉靖十七年（1538年）中式戊戌科會試第二百九十七名，登第三甲第十四名進士。历官平阳府知府、山东按察使。嘉靖三十八年（1559年）二月升都察院右佥都御史、巡抚保定，五月升任通议大夫、总督宣大山西等处地方军务兼理屯种、都察院右副都御史。三十九年四月，因大同山西失事被令回籍听用，由葛缙继任宣大总督。

## 家族
曾祖張成；祖父張傑；父張臣，母章氏。重庆下，弟梅、椿、榆、楨。